# Svindli a négyzeten
A Svindli a négyzeten (eredeti cím: Swindle) 2013-ban bemutatott amerikai–kanadai televíziós filmvígjáték, melyet Jonathan Judge rendezett, Gordon Korman Swindle című 2009-es regénye alapján. A főbb szerepekben Noah Crawford, Chris O’Neal, Jennette McCurdy, Noah Munck, Ariana Grande, Ciara Bravo és Fred Ewanuick látható.
2013. augusztus 4-én tűzte műsorra a Nickelodeon.

## Cselekmény
A film négy főszereplője átverés áldozatává válik és elveszítenek egy milliókat érő baseball-kártyát. Összefognak az őket becsapó, gátlástalan kereskedő ellen és csapatot szerveznek a kártya visszaszerzésére.

## Szereplők
| Szerep                                            | Színész           | Magyar hang        |
| ------------------------------------------------- | ----------------- | ------------------ |
| Griffin Bing, Ben legjobb barátja                 | Noah Crawford     | Czető Roland       |
| Ben Dupree, Griffin legjobb barátja               | Chris O’Neal      | Berkes Bence       |
| Savannah Westcott, tehetséges színésznő           | Jennette McCurdy  | Laudon Andrea      |
| Darren Wader                                      | Noah Munck        | Baradlay Viktor    |
| Amanda Benson, pomponlányok vezetője              | Ariana Grande     | Bogdányi Titanilla |
| Melissa Bing, Griffin hacker húga                 | Ciara Bravo       | Pekár Adrienn      |
| Paul Swindell, csaló kereskedő                    | Fred Ewanuick     | Rajkai Zoltán      |
| Antoine LeFévre, gazdag francia aukciós kereskedő | Sandy Robson      | Kassai Károly      |
| Ivan Volkov / Mr. Westcott, Savannah apja         | Gardiner Millar   | Haás Vander Péter  |
| Eddie Goldmeyer, sci-fi rajongó geek              | Mitchell Duffield | Császár András     |